# Олексіївка (Гагаузія)
Олексі́ївка (рум. Alexeevca) — село в Комратського округу Гагаузії Молдови, відноситься до комуни Світлий. Розташоване на річці Великий Ялпуг, у місці, де до неї впадає права притока Ялпужель.

## Історія
Село засноване у 1907 році.

### Радянська доба
За часів Ралянського Союзу село було підпорядковане селищній раді селища Світлий Тараклійського району Молдавської РСР. Мешканці працювали в радгоспі-технікумі захисту рослин (центральна садиба в селищі Світлий).
Станом на початок 1980-х років в селі працювали дитячий садок, магазин.

## Населення
Населення утворюють в основному гагаузи — 130 осіб, живуть також українці — 92, молдовани — 75, росіяни — 49, болгари  — 36, інші — 6.